# Socialno kognitivna teorija
Splošno priznane teorije storilnostne motivacije, povezane s človekovimi potrebami, pravičnostjo ali pričakovanji ne dajejo zadovoljujoče procesno usmerjene analize faktorjev, ki vplivajo na odnos med vedenjem in izidi le-tega. Te teorije povezujejo različne faktorje (potrebe, zaznane neenakosti, pričakovanja) z vedenjem, ne uspe pa jim natančneje opredeliti mehanizmov, ki lahko vplivajo na moč in medsebojno povezanost omenjenih odnosov . Socialno kognitivna teorija predstavlja drugačen, širši pogled na vprašanje izvora vedenja, prav tako pa se jo da prenesti na druga področja, na primer na področje dela oziroma kariere.

## Izvorvedenja
S tem, kako se naučimo določenega vedenja v odvisnosti od različnih faktorjev, se je med drugimi ukvarjal Albert Bandura. Že v 60ih letih prejšnjega stoletja je na podlagi znanih eksperimentov z lutko Bobo postavil teorijo socialnega učenja, leta 1986 pa je objavil knjigo Social foundations of thought and action: a social cognitive theory, v kateri je razširil in preimenoval svojo originalno teorijo, s čimer je želel poudariti pomen kognicije pri učenju. Njegova socialno kognitivna teorija je pravzaprav širša od behaviorizma in teorij socialnega učenja. Socialni del teorije priznava socialno poreklo večine človekovih misli in dejanj, kognitivni del pa priznava vpliv miselnih procesov na motivacijo in vedenje.
Bandura v svoji knjigi predstavlja teoretični okvir za analiziranje človeške motivacije, mišljenja in akcije iz socialno kognitivne perspektive. V socialno kognitivnem pogledu ljudje niso niti vodeni s strani notranjih sil niti niso avtomatično oblikovani in kontrolirani s strani zunanjih dražljajev. Bandura posameznika opredeljuje kot aktiven in interaktiven subjekt, ki predeluje informacije iz okolja. Človeško delovanje (motivacija, misli, akcija...) razlaga s triadnim recipročnim vzročnim modelom, v katerem so v interakciji sledeče determinante: dogodki iz okolja, osebni faktorji (kognicija, čustva, motivacija in biološke značilnosti) in vedenje.
Determinanto okolja predstavljajo lastnosti okolja, raven izzivov, ki jih to okolje določa in odzivnost okolja na posredovanja posameznikov oz. zaznane posledice okolja (npr. plačilo za delo). Med osebne faktorje med drugim spadajo prepričanja samoučinkovitosti, postavljanje lastnih ciljev, kvaliteta analitičnega mišljenja ter potreba po dosežkih npr. v kontekstu organizacijskega vedenja. Med vedenjske dejavnike pa lahko uvrstimo pretekla bolj ali manj uspešna vedenja ter izbiro dejavnosti, ki je dejansko tudi izpeljana . Človeško funkcioniranje po Banduri torej determinira t.i. recipročni determinizem – gre za proces, ki označuje medsebojno povezanost in delovanje osebnih dejavnikov, okolja in vedenja. Učinek na eni determinanti se bo na specifičen način odražal tudi na drugih dveh. Znotraj te perspektive je definirana človeška narava preko številnih bazičnih zmožnosti.

## Osnovne, bazične človeške zmožnosti[2]

### Zmožnost simboliziranja
Ta zmožnost ljudem omogoča spreminjanje in prilagajanje na okolje. S pomočjo simbolov procesiramo in transformiramo začasne izkušnje v notranje modele, ki nam služijo za nadaljnje delovanje. S simboli damo našim izkušnjam pomen, obliko in trajnost, poleg tega pa nam omogočajo reševanje problemov z iskanjem rešitev na simbolni ravni, brez, da bi se morali truditi preko poskusov in napak. Potencialne rešitve enostavno »testiramo« v mislih in jih nato obdržimo in izvedemo ali zavržemo. Pa vendar dejstvo, da so naše akcije posledica razmisleka, še ne zagotavlja, da so vedno objektivno racionalne – včasih nimamo popolnih informacij, ne upoštevamo vseh vidikov ali pa postavljamo napačne sklepe. Naše misli so lahko torej vir tako uspeha, dosežkov kot tudi neuspehov in distresa.

### Zmožnost predvidevanja
Ljudje ponavadi ne reagiramo kar direktno na okoljske dražljaje, niti nas ne vodijo zgolj izkušnje iz preteklosti. Večina našega zavestnega vedenja je reguliranega preko predvidevanja/mišljenja vnaprej. Ljudje anticipiramo najverjetnejše posledice naših potencialnih dejanj, si postavljamo cilje in si še kako drugače oblikujemo načrte za prihodnost; tak »pogled v prihodnost« pa lahko deluje tudi motivirajoče. Tudi tu je bistvena zmožnost, da si na simbolični ravni zamislimo izide naših dejanj in tako se lahko posledice iz prihodnosti spremenijo v trenutne motivatorje.

### Zmožnost opazovanja, posrednega učenja
Veliko naših zmožnosti ni vrojenih, temveč se razvijejo tekom življenja preko učenja – šele tako lahko usvajamo različne kompetence, potrebne za spoprijemanje z življenjskimi izzivi in nalogami. Psihološke teorije so tradicionalno predvidevale, da prihaja do učenja zgolj preko izvajanja dejavnosti in doživljanja njenih posledic. Bandura pa poudarja, da se lahko praktično vsega, česar bi se naučili neposredno z lastno izkušnjo, naučimo tudi drugače – in sicer posredno preko opazovanja vedenja drugih ljudi in posledic, ki jih ima njihovo vedenje. Če je nekdo kakorkoli kaznovan za svoje vedenje, tega vedenja verjetno ne bomo posnemali. In obratno – če je nekdo nagrajen za svoje vedenje, je večja verjetnost, da bomo to vedenje posnemali. Zmožnost učenja preko opazovanja omogoča usvajanje pravil vedenja brez, da bi morali iti skozi poskuse in napake, kar je ne samo zamudno, ampak lahko celo tudi fatalno. Zgolj na podlagi lastnega vedenja in posledic ne moremo npr. otroke učiti plavati, mladostnike voziti avto ali pustiti študente medicine same narediti operacijo, prav tako pa se malčki brez modelnega učenja praktično ne bi mogli naučiti govoriti. Bolj, kot so morebitne posledice škodljive in tvegane, bolj pomembno je zanašanje na učenje preko opazovanja kompetentnega modela.

### Zmožnost samoregulacije
Ljudje se ne obnašamo zgolj tako, kot od nas pričakujejo drugi. Veliko našega vedenja je motiviranega in usmerjanega preko naših lastnih notranjih standardov in samoevalvacije naših dejanj. Diskrepanca med našimi vedenji in našimi standardi aktivira samoevalvacijo in druge reakcije, ki vplivajo na naše prihodnje vedenje.

### Zmožnost samorefleksije
Gre za zmožnost, ki je verjetno med vsemi živimi bitji značilna zgolj za človeka. Zmožnost samorefleksije nam omogoča, da analiziramo in vrednotimo naša doživetja in razmišljamo o naših lastnih miselnih procesih. Iz tega, ko reflektiramo naša raznolika doživetja in to, kar vemo, izpeljemo neko splošno znanje o sebi in o svetu okoli nas. Med samorefleksijo našega mišljenja nadzorujemo naše ideje, vplivamo nanje, predvidevamo dogodke, povezane z idejami, na podlagi posledic presojamo primernost naših misli in jih ustrezno spreminjamo. Ti metakognitivni procesi pa vseeno lahko vodijo tudi k napačnim miselnim vzorcem in posledično k zmotnim vedenjem, kar pa pogosto ustvari take socialne učinke, ki potrjujejo naša napačna prepričanja. Verjetno vsi poznamo ljudi, ki so enostavno nagnjeni k problemom, saj s svojim nespodobnim vedenjem ustvarjajo negativno socialno klimo, kamorkoli že pridejo. 
Izmed vseh misli in prepričanj, ki vplivajo na naše delovanje, je najbolj osrednja posameznikova presoja o lastnih zmožnostih učinkovitega spoprijemanja z realnostjo. Občutek samoučinkovitosti vpliva na to, kaj bomo storili, koliko truda bomo vložili, koliko časa bomo vztrajali ter kako bomo k nalogi pristopili – anksiozno ali samozavestno (Bandura, 1982).

## Narava človeške narave?
Socialno kognitivna teorija poudarja, da ljudje sami organizirajo, reflektirajo in regulirajo svoje vedenje; so proaktivni in ne le reaktivni organizmi, ki bi jih oblikovali okoljski dejavniki ali notranji impulzi (Pajares, 2000). Ljudje so tako ustvarjalci kot tudi produkti socialnih sistemov.
Iz socialno kognitivne perspektive je jasno, da ima človek veliko potencialov, ki se lahko razvijejo preko direktnih izkušenj in opazovanja. Pa vendar ta človekova plastičnost ne pomeni, da pride na svet brez kakršnekoli strukture in da je njegovo obnašanje rezultat zgolj in samo post-natalnih izkušenj. Nekaj vzorcev imamo vrojenih. Ni nam npr. potrebno učiti dojenčka, kako naj joka ali sesa ali pa malčka, kako naj hodi. Ta »nevrološki program« za osnovne fiziološke funkcije je posledica dediščine naših prednikov, zapisane v našem genskem kodu. Večina človeškega vedenja je sicer organizirana preko individualnih izkušenj, a do določene mere vrojeni vzorci vplivajo na vsa naša vedenja – genetski faktorji učinkujejo na vedenjske potenciale oz. lahko rečemo, da je vedenje determinirano preko interakcije med fiziološkimi faktorji in izkušnjami. Za primer lahko pogledamo razvoj govora – dojenčki se rodijo z nekimi osnovnimi fonološkimi zmožnostmi (vokalizirajo), a govor se lahko razvije šele v interakciji z okoljem, preko poslušanja govora odraslih in poskusov oponašanja le-tega. Plastičnost je torej del človeške narave in je odvisna od nevrofizioloških mehanizmov (za procesiranje, ohranjanje in uporabo informacij), ki so se oblikovali skozi čas – ti mehanizmi omogočajo kapaciteto za omenjene značilnosti, ki so tako zelo značilno človeške: simboliziranje, predvidevanje, samoregulacija, samorefleksija in zmožnost posrednega učenja.

## Uporabnost socialno kognitivne teorije
Danes se socialno kognitivna teorija uporablja na številnih področjih, vključujoč motivacijo, pridobivanje kognitivnih veščin, izbiro kariere, karierni razvoj in motorično delovanje (Druckman in Bjork, 1994). Kadrovski strokovnjaki v organizacijah vseskozi iščejo učinkovitejše pristope k motiviranju, izobraževanju in osebnemu ter poklicnemu razvoju zaposlenih. Tu se je poznavanje samoučinkovitosti kot enega osrednjih pojmov socialno kognitivne teorije izkazalo za zelo primerno izhodišče za delo z zaposlenimi.
Po mnenju Bandure (1997) imajo prepričanja o lastni učinkovitosti za delovanje posameznika pomembno vlogo, saj vzpostavijo kontrolo nad njegovim mišljenjem, čustvovanjem in aktivnostjo. Posameznikova subjektivna prepričanja naj bi v večji meri kot objektivna resničnost oblikovala njegova čustvena stanja, nivo motivacije in vedenje – posameznik bo torej bolj motiviran za spoprijemanje s situacijami, v katerih se bo čutil osebno kompetenten. Samoučinkovitost pa je povezana tudi s samopodobo, samospoštovanjem, pričakovanjem izida in lokusom kontrole; gre pravzaprav za dokaj podobne konstrukte, a med njimi obstajajo pomembne razlike. Samoučinkovitost je torej širok konstrukt, ki vpliva na naše vedenje v različnih življenjskih situacijah, tako tudi in predvsem na delovnem področju. Dokazano je, da so samoučinkoviti posamezniki uspešnejši pri svojem delu (Gist, Schwoerer in Rosen, 1989; Gist, Stevens in Bavetta, 1991). Enako velja za delo v skupinah. Že Bandura (1999, 2000) je poudarjal, da ljudje ne živimo izolirano od drugih, temveč moramo sodelovati z drugimi, da dosežemo tisto, česar sami ne zmoremo. Socialno kognitivna teorija tako razširja pojem človeške avtonomije na kolektivno avtonomijo. Bolj, kot se skupine čutijo učinkovite, višje so njihove skupne aspiracije, bolj so motivirani, vztrajni ob ovirah, odporni na razne stresorje in posledično so tudi bolj uspešni, dosegajo višje dosežke.

## Socialno kognitivna teorija kariere
Pa vendar je samoučinkovitost le en del socialno kognitivne teorije, ki ga lahko uporabimo za razlago dejavnikov na delovnem, kariernem področju. Avtorji Lent, Brown in Hackett so leta 1994 razvili socialno kognitivno teorijo kariere, ki temelji na Bandurovi socialno kognitivni teoriji, zraven pa integrira še druge koncepte, ki se pojavljajo v že obstoječih teorijah kariere in naj bi vplivali na razvoj kariere. Njihova teorija poudarja pomembnost pričakovanj (prepričanj o tem, kaj se bo zgodilo kot posledica določenih vedenj), ki v povezavi s samoučinkovitostjo (prepričanj o tem, kaj posameznik zmore) napovedujejo karierne cilje, interese, odločitve, akcije in tudi rezultate. Pomembno je, da se karierna pričakovanja ujemajo s cilji, kar pomeni dobiti ustrezno delovno mesto in s tem zadovoljiti določene motive, pričakovanja in vrednote.
Socialno kognitivna teorija kariere predstavlja socialno kognitivni okvir za razumevanje treh zapleteno povezanih vidikov razvoja kariere: razvoj akademskih in kariernih interesov; selekcija akademskih in kariernih možnosti (karierne odločitve) ter ohranjanje uspeha na akademskem in kariernem področju. Avtorji ta tri področja predstavljajo v treh različnih, a prekrivajočih se modelih. Znotraj vsakega modela poudarjajo socialno kognitivne mehanizme (intrapersonalne, interpersonalne, zgodovinske in sodobne), za katere menijo, da imajo pomemben vpliv na razvoj kariere. A avtorji opozarjajo, da modeli ne sledijo Bandurovi teoriji v vseh pogledih; zvesti pa vseeno ostajajo triadnemu recipročnemu pogledu na vzročnost. Priznavajo, da tri glavne determinante (oseba, vedenje, kontekst) dvosmerno vplivajo druga na drugo ter da ima vsaka od njih v določenem trenutku različno močen vpliv.

### Model razvoja interesov
Na razvoj interesov močno vplivata samoučinkovitost in pričakovanja izidov. V času otroštva in mladostništva smo v šoli, doma in drugje posredno in neposredno izpostavljeni množici aktivnosti, povezanih s poklici. Prav tako smo tako ali drugače nagrajevani za svoj trud in razvijanje sposobnosti na različnih področjih, pri čemer so izbrana področja odvisna od konteksta in kulture (deklice spodbujamo na različnih področjih kot dečke). Ko smo tako dlje časa izpostavljeni določeni aktivnosti in povratni informaciji, dodelujemo svoje sposobnosti, razvijamo notranje standarde glede uspešnosti na tem področju in pridobivamo določena pričakovanja izidov. Interes najverjetneje razvijemo na področjih, na katerih se počutimo samoučinkovite in kjer pričakujemo pozitivne posledice. S tem področjem se potem tudi bolj ukvarjamo in preko uspehov in neuspehov »obnavljamo« občutek samoučinkovitosti in pričakovanja ter posledično zopet interes za to področje – gre za povratno zanko. Na ta način lahko potem pride tudi do spremembe interesov, ki so sicer bolj ali manj stabilni v času poznega mladostništva.

### Model kariernih odločitev
Ta model gradi na modelu razvoja interesov – interesi, ki izhajajo iz samoučinkovitosti in pričakovanj, vplivajo na določene izobraževalne in poklicne odločitve (npr. odločimo se za določeno poklicno pot). Cilje, ki si jih postavimo na podlagi teh odločitev, bomo najverjetneje dosegli, če bodo le-ti jasni, specifični, odločno postavljeni in tudi javno predstavljeni (torej, da se o svojih namenih pogovarjamo z drugimi) in podprti s strani pomembnih drugih. Preko prej opisane povratne zanke (z uspešnostjo ali neuspešnostjo se naša samoučinkovitost in pričakovanja slabijo ali krepijo) obnavljamo tudi naše karierne odločitve. Nanje včasih celo bolj kot interesi direktno vplivajo samoučinkovitost, pričakovanja ali okoljski dejavniki. Zadnji so lahko še posebej pomembni, če ne podpirajo posameznikovih interesov. V primerih ekonomskega pomanjkanja, pritiskov v družini ali nezadostne izobrazbe moramo najti kompromis pri svojih interesih, samoučinkovitostjo (»Ali sem sposoben opravljati tovrstno delo?«) in pričakovanjih izida (»Ali bom plačan dovolj, da pokrijem vse stroške?«). Socialno kognitivna teorija kariere torej predpostavlja pogoje, ki zvišujejo verjetnost, da bomo zmožni slediti svojim interesom in tudi pogoje, ki nam to otežkočijo in moramo sklepati kompromise. Skupno te pogoje imenuje okoljski vplivi in ti vsebujejo: raven podpore (finančna in čustvena), ovire (npr. pomanjkanje denarja ali izobrazbe) in priložnosti, ki so posamezniku dosegljive.

### Model uspešnosti
Socialno kognitivna teorija kariere razlaga dva vidika uspešnosti: uspehi, ki jih posamezniki dosežejo na področju izobraževanja in poklica ter raven vztrajnosti ob ovirah. Na oba vidika vplivajo posameznikove zmožnosti, samoučinkovitost, pričakovanja izida in postavljeni cilji. Posameznikove zmožnosti (merjene preko preteklih dosežkov in nadarjenosti, ki pa je opredeljena z vrojenimi potenciali in pridobljenim znanjem) vplivajo na uspešnost preko dveh poti – direktno (npr. dijaki, bolj nadarjeni na določenem področju, bodo tam bolj uspešni in vztrajni kot manj nadarjeni dijaki) ter indirektno (preko občutka samoučinkovitosti in pričakovanj izidov). Samoučinkovitost, pričakovanja izidov in postavljeni cilji pa imajo motivacijsko vlogo. Študenti in delavci z večjim občutkom samoučinkovitosti in bolj pozitivnimi pričakovanji si bodo postavljali višje oz. težje dosegljive cilje, svoje sposobnosti bodo uporabili bolj učinkovito in dlje časa bodo vztrajali kljub oviram – posledično bodo najverjetneje tudi bolj uspešni pri svojem delu. A avtorji opozarjajo, da samoučinkovitost ne more nadomestiti nesposobnosti. Vpliv občutka samoučinkovitosti bi videli v primeru dveh enako sposobnih posameznikov, od tega en z močnim občutkom samoučinkovitosti, drugi pa s šibkim – tisti, ki se čuti manj kompetentnega, si bo postavil manj zahtevne cilje, doživljal bo več anksioznosti ob delu, prej bo odnehal ob ovirah in posledično bo tudi manj uspešen kot drugi posameznik – kljub enakim zmožnostim. Pa vendar premočen občutek samoučinkovitosti tudi ni ustrezen, saj si posledično postavljamo previsoke cilje, ki jih nismo zmožni doseči, ob neuspehu pa smo potem razočarani in nemotivirani. Najbolj optimalno je, če se čutimo le malce bolj sposobne, kot smo v resnici – tako si postavljamo cilje, ki so nam v izziv, a so vseeno dosegljivi; ob dejanskem uspehu pa smo potem toliko bolj ponosni nase in krepimo svoj občutek samoučinkovitosti in imamo bolj pozitivna pričakovanja glede prihodnosti.
Socialno kognitivna teorija kariere je s svojim integrativnim pristopom predstavljala pomembno izhodišče za nadaljnje raziskovanje za razvijanje razumevanja kariernih odločitev, razvoja in prilagajanja. Povsem enotne teorije, ki bi razložila vse poglede in dejavnike na področju razvoja kariere, najverjetneje ne moremo pričakovati; pa vendar nam poskusi integriranja na videz različnih teorij in fenomenov brez dvoma veliko doprinesejo k razumevanju omenjenih področij. Tako sta pozneje npr. avtorja Lent in Brown (2013) opisala še razširitev socialno kognitivne teorije kariere v obliki »self-management« modela.